# 魔法大作戦
『魔法大作戦』は、エイブルコーポレーションから発売されたアーケード機向けシューティングゲームである。1993年に発売された第1作に加え、続編が数作発売されている。開発はライジング。

## 魔法大作戦
『魔法大作戦』（まほうだいさくせん）は、1993年5月にエイブルコーポレーションから発売されたアーケードゲーム。ジャンルは縦スクロールシューティングゲーム。開発はライジングが行い、シューティングゲームメーカーとしてのライジングの処女作となる。
本作のコミカライズが『コミックゲーメスト』に掲載されている。

### あらすじ
ゴブリン達を率いる「ゴブリガン帝国」が、量産された魔導兵器をもって王国に侵攻。強力で先進的な兵器に対し王国は為す術は無く、国王はこの危機を救う勇者を求め、ゴブリガン大王に多額の賞金をかけたところ、戦士ガイン、魔術師チッタ、侍竜ミヤモト、呪術師ボーンナムの4人が名乗りを上げた。
ガイン
相棒の小猿シャインとともに最強の武器を求めて旅をする戦士ガインは、賭けで魔導戦闘機「ヴァルハライザー」を手に入れる。
ゴブリガン大王討伐の情報を聞いたガインは、賞金目当てに討伐に乗り出す。
チッタ
悪の大魔王を封じた伝説の四戦士の一人を祖父に持つ魔法使いチッタは、退屈な毎日に飽き、祖父が若いころ使っていた魔法の飛行機「ガン・ダルフ」を持ち出してゴブリガン大王の討伐に乗り出した。
ミヤモト
侍竜・ミヤモトは、師匠の仇・ツムジ丸がゴブリガン帝国の上層部にいるという情報を聞きつけ、己の身一つでゴブリガン帝国に乗り込んだ。
ボーンナム
世界一の呪術師を自称するボーンナムは、魔導の研究と骨集めを趣味としているがゆえに、周囲から嫌われていた。
ゴブリガン帝国の台頭を知ったボーンナムは、自分の身体と神竜の骨を一体化させ、自らの実力を試すためにゴブリガン帝国に乗り込んだ。

### システム
操作は移動に使用する8方向レバーと、ショットとボンバーというオーソドックスなシステム。ショットは金貨のようなPアイテムをいくつか取ることで数段階までパワーアップする。緑（フロント・前方方向に攻撃）、青（ワイド・前方斜めに攻撃）、赤（ホーミング・敵を追尾して発射する）の魔道書のようなアイテムを取るとオプションが出現。自機のショットに連動してオプションからサブショットが発射される。魔法ボムは全キャラ共通。ボムを補充するアイテムが他のシューティングゲームと比較して多めに手に入るため、これを無駄なく使うことが攻略における重要事項になる。
自機は戦士ガイン、魔術師チッタ、侍竜ミヤモト、呪術師ボーンナムの4人。ゲームスタート時、コンティニュー時に選択することができる。選択キャラクターによって主に自機の移動速度、サブショットの内容（得意属性）などが異なる。全キャラともオープニング・エンディングの内容が異なるほか、面の合間にアイキャッチのメッセージが挿入される。
ステージは全6面で、城下町に始まり、空中戦艦との戦闘、ダンジョン、現代都市を思わせる遺跡、工場地帯、コロシアムでのボスラッシュなどの様々なステージ展開を見せ、そのどれもがバリエーション豊かな演出で彩られている。また、作中何度も登場するライバルキャラクター「バシネット」や、小さな体から多種多様な攻撃を行う「ツムジ丸」など、個性的なキャラクターが多数登場するのも本作の特徴である。全ステージをクリアすると難易度の上がった2周目がスタートする仕組みとなっている。

### 開発
コンパイルに於いて『武者アレスタ』や『精霊戦士スプリガン』に携わったスタッフの一部が独立、主導して開発しており、RPGのような剣と魔法の世界と機動兵器を融合したハイブリッドな世界観、派手さ・爽快さを重視したゲーム内容、細部まで作りこまれた演出などに共通項が見られる。
本作品のBGMは本山淳弘が制作しており、サウンドトラックは新声社から「ゲーメストCD」として発売された。
また、コンパイルで『武者アレスタ』などを手掛けた外山雄一がライジング入社後に初めてプログラマーとして参加した作品としても知られている。
最初の企画では中国の武侠ものを題材としたシューティングゲームだったが、東亜プランの上村建也から「アーケードゲームはワールドワイドでないとダメ」という指摘が上がり、企画の内容が変更された。
キャラクターデザインを担当した横尾憲一は、「鉄と魔法」という世界観を構築した理由について、「当時の業務用シューティングゲームの売り上げは弱っていたので、より多くの人に遊んでもらえるものを考えていたところ、RPG風の世界観なら皆が知っている上他社とかぶることがないだろうと考えた。メカ要素はシューティングに必要な敵の爆発シーンを出すために加えた」とファミ通とのインタビューの中で述べている。
細かなところまで書かれた企画書を基に、本作は4人のスタッフによって開発された。
横尾は『武者アレスタ』に惹かれてコンパイルに入社したという経緯があり、企画兼グラフィックデザイナーの中島和之に、「『武者アレスタ』のような家庭用ゲーム機向けシューティングゲームをアーケードに翻案して作りたい」と話したところ、中島が賛同したため、本作の開発へとつながった。
横尾は「商業向けのシューティングゲームの制作は初めてだったものの、名作シューティングゲームを作った人が2人もいるので、安心感が強かった」とファミ通とのインタビューの中で述べている。
開発初期は東亜プラン製の開発ツールを使っていたが、MSXを用いたゲーム開発に慣れていた中島と横尾がジョイスティックに悪戦苦闘した末、テンキーで操作できるタイプのものに変更された。
プレイヤーキャラクターは、戦闘機よりわかりやすいだろという理由で人間を中心としたキャラクターが作られた。
本作の稼働直前、同ジャンルの『戦国エース』が稼働していることが判明し、社内では一時類似性が疑われたが、ロケテストで類似性がないことが確認された。
開発終了後、本作のタイトル案については何度も変更があり、最終候補には『魔法大戦争』もあったが、『海底大戦争』との類似性から却下され、『魔法大作戦』に決定した。

### 移植
本作はエレクトロニック・アーツより、1994年にX68000用、1995年にはFM TOWNS用ソフトとして発売されている。
その一方、家庭用ゲーム機には長らく移植されていなかったが、2017年にM2がPlayStation 4への移植を発表し、同社が展開する「M2 ショットトリガーズ」の第3弾タイトルとして同年11月2日に配信が開始された。
PS4版には画面の左右に攻撃中の敵の体力などの情報が表示される「M2ガジェット」が搭載されており、ステージは地図を模した構成で表示され、倒した敵やオブジェクトの情報はカードとして表示される。
また、PS4版には、アーケード版を再現したモード以外にも、初心者向けにアレンジした「Super Easy」モードや、2機同時に出撃する「DUAL」モードがある。
「DUAL」モードは、メインショットは1Pのものを、サブショットは2Pのものを使うモードであり、2Pはパターン通りに動くが、設定でパターンを選択できるほか、プレイヤーがコントロールすることも可能である。
また、このモードでは、キャラクターの組み合わせによってゲーム前の会話が変化する。
PS4版は、企画の段階で「元のゲームに多数存在する芸が細かい点にスポットを当てる」という方針が立てられた。「DUAL」モードはキャラクターの掛け合いからヒントを得たものであり、「1人で遊ぶ時も作りこまれた部分に気付けるようにしてほしい」という想いから導入された。
エムツー社長の堀井直樹はGame Watchとのインタビューの中で、「2面の途中を見ていると、アーケードゲームとしての回転率をよく考えているのがよくわかる。そのあたりは当時の開発スタッフが、家庭用ゲーム機を手掛けた後に東亜プランからの教示を受けながらアーケードゲームを開発したという経緯もあると思う。」と、カットインや幕間などを使わなかった理由を明かしている。

### 反響
評価
IGNの今井晋は、2017年の移植版の紹介記事の中で、『バトルガレッガ』や『蒼穹紅蓮隊』といったほかの作品よりも難易度が低く、初心者向けであると述べている。

## 疾風魔法大作戦
『疾風魔法大作戦』は、1994年9月にライジングが開発、エイティングから発売されたアーケードゲーム。『魔法大作戦』の続編で、ジャンルはシューティングゲーム。

### あらすじ
ゴブリガン大戦の終結から一年後、なお混沌とする王国を活気づけるため、入賞者は莫大な賞金が、優勝者は1つの願いが叶えられる大規模な空中レース大会が開かれた。
ガイン
愛機を賞金でチューンナップするために参加。
チッタ
「面白そう」という理由で参加。巨大魔神が画面全体を攻撃するボムを使う。
ミヤモト
師匠の娘が病に伏せ、その病は王国に伝わる秘薬でないと治せないと聞き、王に直接頼むために参加。ボムは真空波を無数に放つ。
ボーンナム
魔術を披露するために参加。ボムは悪魔の中から悪霊が飛び出して敵を攻撃する。
ニルヴァーナ
巨大妖精の女性。ゴブリガン帝国に故郷を焼かれて以来、新たな居場所を探している。
王家の森を新たな故郷にしてもらうべく参加。ボムは仲間の妖精が上空から援護爆撃を行う。
キックル&レイクル
過去の世界から来た少年「キックル」と戦争孤児の少女「レイクル」の二人組。
王国にある時間逆行の魔法が書かれた巻物を手に入れるべく参加。ロックオンしたミサイルが頭上から攻撃するボムを使う。
オネストジョン
意志を持った機械の鎧。レースの賞金を手に入れようとある鍛冶師が作り上げた。ボムはジョンを中心に、衝撃波の走る爆発が3回出る。
ブルギン
ゴブリガン帝国の元大尉。
ゴブリガン帝国復興のために参加。

### システム
本作は「撃つ・避ける」という単純なゲーム性に終始するシューティングゲームにバリエーションを持たせる試みとして作られており、レースゲームの要素をシューティングゲームに組み入れているのが大きな特徴。同様の試みはアイレムのGALLOPが先行しており、GALLOPはタイムアタック的な内容であることに対し、本作はグランプリレース的な要素を持つ。
前作と同じく、8方向レバーとショットボタン、ボンバーボタンで操作。本作では、複数の機体が自機と同じようにステージ上を進んでおり、ライバルの機体よりも先にゴールに着くのが主な目的となる。自機のコース（ステージ）上を進む速度は画面上の自機の位置とレバー入力で調整でき、画面中心ラインより上部にいると加速、画面最下段でレバーを下に入れると減速する。自機の速度は画面のスクロール速度と画面下部の速度計で表される。また、ショットボタンを押しっぱなしにすることで自機の速度を最高速まで上げる「ハイパーブースト」を使える。この間ショットは使えない。
ライバルには接触判定があり、体当たりで（名目上は）妨害したりされたりができ、またボンバーを命中させることで失速させ画面外に逃すことができる。ライバルの位置は画面左部にあるレーダーに表示される。ザコ敵や壁に対しても、例外はあるがスピードが下がるだけでそれ以外のペナルティはない。
コースの終盤にはボスが登場し、それを倒した後にゴールとなるのがステージの流れ。ゴールまでの所要時間で高タイムを記録した場合はハイスコア同様に記録される。ゴールしたときの順位によってドライバーズポイントが加算され、最終的にはその総量で順位を争う。その順位によってセリフやエンディングが変わる。グッドエンディングはトップの時のみ。途中ゲームオーバーは残機が0になったときのみで、ドライバーズポイントで下位になってもゲームオーバーにはならない。全面クリア時のエンディングは1位から3位とそれ以外の順位相応のもの計4つとなり、最終ステージクリア時にドライバーズポイントが総合1位の場合は2周目をプレイできる。
自機は前作の4機を含めた8機から選ぶことができ、選んだ機体以外は全てプレイヤーのライバルとしてレースに参加する。サブショットの種類が緑(前作での正面型)と赤(前作での誘導型)の2つに減った代わりにボンバーが全キャラとも異なる性能となっている。無敵時間は前作と異なり、全キャラ共通でボムボタンを押した瞬間から無敵となる。
ステージは全6面で、2ステージ目以降にはプレイヤーが2つのステージから選択することができ、最終面は3つのステージから選択できるため、実質ステージは12面存在する。

### 音楽
音楽は『伝説のオウガバトル』などに携わった崎元仁と岩田匡治が作曲。シリーズ中唯一サントラCDが発売されなかったが、後述のセガサターン版はCDDAで音楽が収録されており、直接CDプレイヤーで音楽を聞くことが出来る。

### 移植版
家庭用向けには、1996年6月にギャガ・コミュニケーションズ販売でセガサターン版が発売されている。ほぼ完全な移植として差し支えない。隠し要素としてレースシステムを省き純粋にシューティングゲームとして楽しめるモードが用意されている。ただし、シューティングゲームモードとしてしっかりと調整される予定が、時間が足りず結局未調整のまま発売されてしまった。
セガトイズより2022年7月28日発売の「アストロシティミニ V」に収録されている。

### その他
『アームドポリス バトライダー』にも登場するキャラクターのカー・ペットは、本作の1面でプレイヤーに撃ち落とされてしまう脇役である。

## グレート魔法大作戦
2000年にはカプコン販売で『グレート魔法大作戦』が製作・発売された。
広報イラストは馬越嘉彦が担当した。
溜め撃ちによって変更可能な「青と赤の二つの属性変化」（敵と敵弾にも属性を持つものがおり、反属性攻撃はダメージ・得点ともに2倍になる。同属性はダメージ・得点ともに半分になるが、同属性の敵弾を相殺でき、仮に自機に当たってもショットがレベルダウンするだけでミスにはならない）を中心に置いた作品。同時に、溜め打ちでの撃破(溜め打ち時のゲージ量で1種類ごとのおたからランクが変動。溜め打ち後一定時間でゲージが減少。出現するおたからの種類は敵ごとに異なり、一部は条件によって出現するシークレットが存在。)で発生する15種類の「おたから」の収集による得点システムなど新要素が多く加わった。なお、一種類ごとのおたからをすべて集めることで、自機に永続するパワーアップ(攻撃力アップや効果時間増加、当たり判定縮小)が付加され、おたから取得時の得点レートも増加する。11種類の通常おたからアイテムをすべて集めれば、アイテム入手点が12倍になる。
使用可能な機体は、デフォルトの4機と隠しコマンドによって出現する4機、計8機が存在する。なお、ボムは機体後部にクリスタルとして連なって表示されており、2人プレイ時には分け合うことが出来る。
カプコンが他社と協力してアーケードタイトルをリリースする「パートナーシッププロジェクト」の1つであり、それらの作品は通常カプコンが版権を持っているが、本作品はエイティングが権利を持っている。家庭用ゲーム機（PC含む）への移植は実現していない。

## 関連作品
1996年に発売された『バトルガレッガ』には『魔法大作戦』に登場した自機の4機が隠し自機として登場。性能は『疾風魔法大作戦』のものに近いが、オプションコントロールやボンバーの仕様などが『バトルガレッガ』に最適化されているため操作感覚は大きく異なる。
1998年に発売された『アームドポリス バトライダー』にも、『ガレッガ』にも登場した4機に加えて『疾風魔法大作戦』に登場したカー・ペットの計5機が自機としてゲスト出演している。また、ボスキャラクターとして『魔法大作戦』のゴブリガンロボ、バシネット、ツムジ丸、『疾風魔法大作戦』のバシネットR、ハヤテ丸が登場する。